# Orissa
L'Orissa (toponimo maschile; in oriya ଓଡ଼ିଶା, romanizzato in Odisha, in hindi उड़ीसा, romanizzato in Udisa) è uno Stato federato dell'India orientale, con una popolazione di 45 989 232 abitanti.
La capitale dello stato è Bhubaneswar.
La lingua ufficiale è l'oriya.

## Geografia fisica
I principali fiumi dell'Orissa sono:
- Mahanadi
- Brahmani
- Ib

## Città principali
(censimento 2001)
| Città                        | Popolazione |
| ---------------------------- | ----------- |
| Bhubaneswar                  | 647 302     |
| Cuttack                      | 535 139     |
| Brahmapur                    | 289 724     |
| Raurkela                     | 224 601     |
| Raurkela Industrial Township | 206 566     |
| Puri                         | 157 610     |
| Sambalpur                    | 154 164     |
| Balasore                     | 106 032     |
| Baripada                     | 94 947      |
| Bhadrak                      | 92 397      |
| Balangir                     | 85 203      |
| Brajarajnagar                | 76 941      |
| Jeypur                       | 76 560      |
| Jharsuguda                   | 75 570      |

## Geografia antropica

### Suddivisioni amministrative

Suddivisione amministrativa

Lo stato è diviso nei seguenti distretti:
- Angul
- Balangir
- Balasore
- Bargarh
- Bhadrak
- Boudh
- Cuttack
- Deogarh
- Dhenkanal
- Gajapati
- Ganjam
- Jagatsinghpur
- Jajpur
- Jharsuguda
- Kalahandi
- Kandhamal
- Kendrapara
- Kendujhar
- Khordha
- Koraput
- Malkangiri
- Mayurbhanj
- Nabarangpur
- Nayagarh
- Nuapada
- Puri
- Rayagada
- Sambalpur
- Subarnapur
- Sundergarh

## Galleria d'immagini

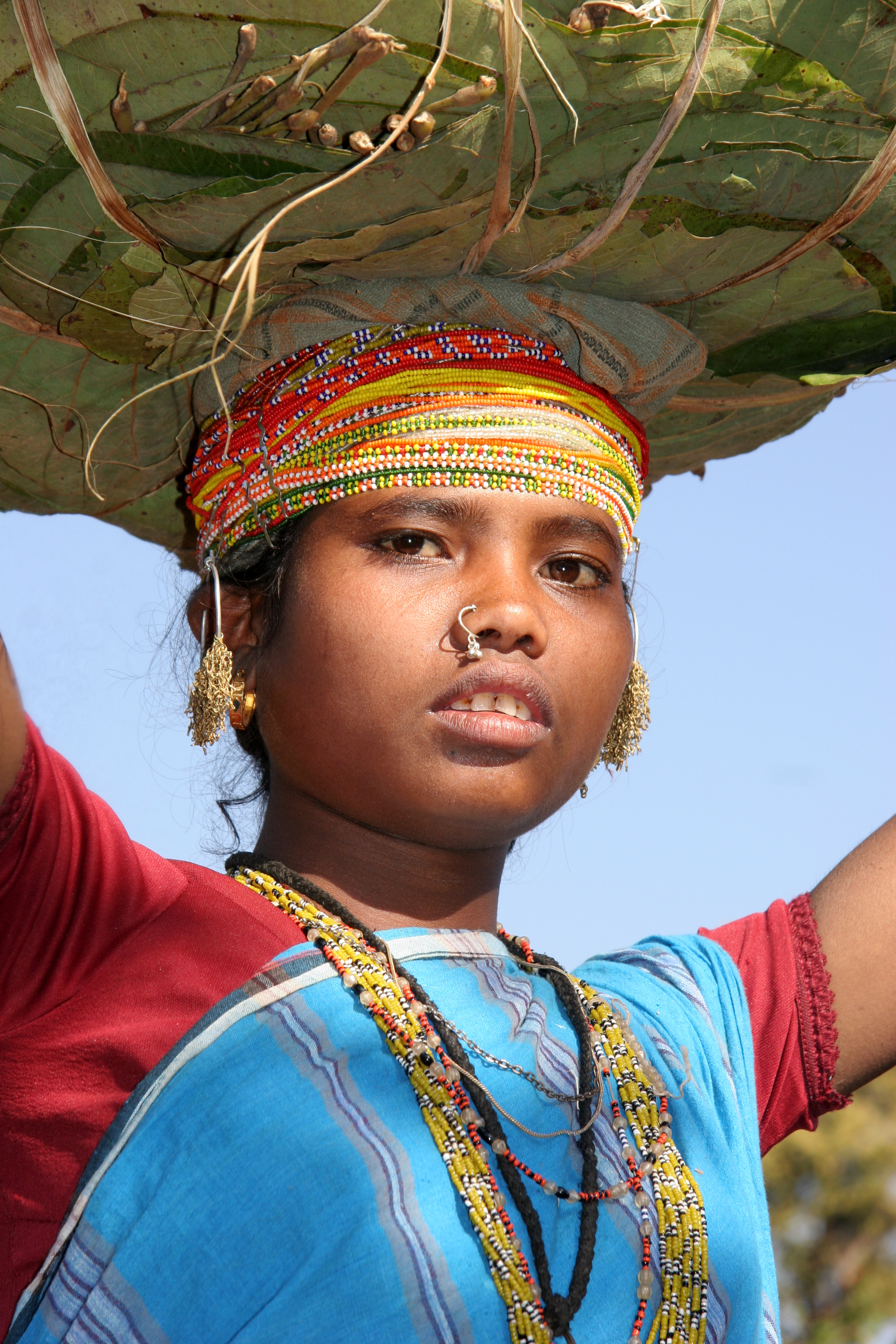
Ragazza Bondo
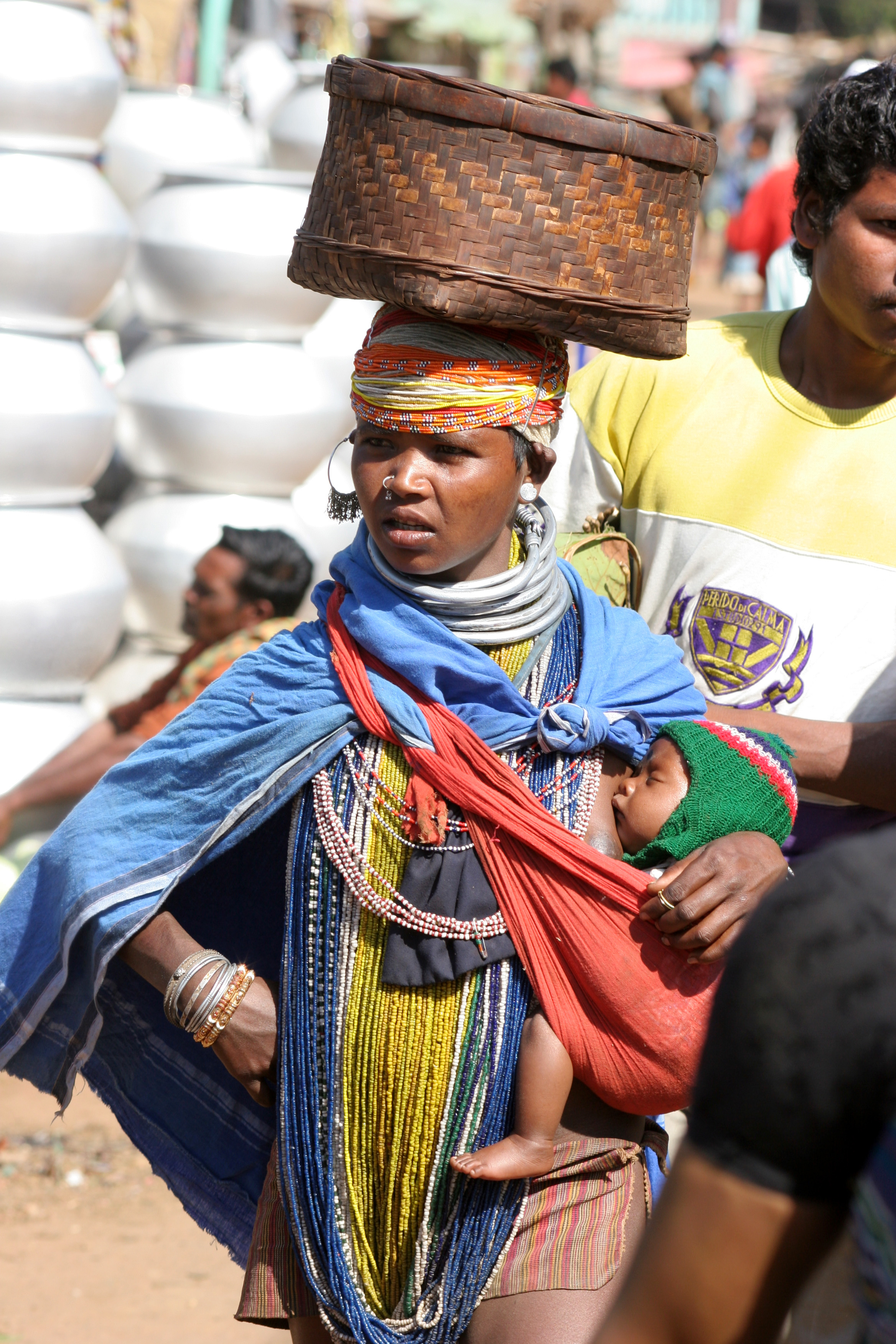
Ragazza Bondo mentre va al mercato
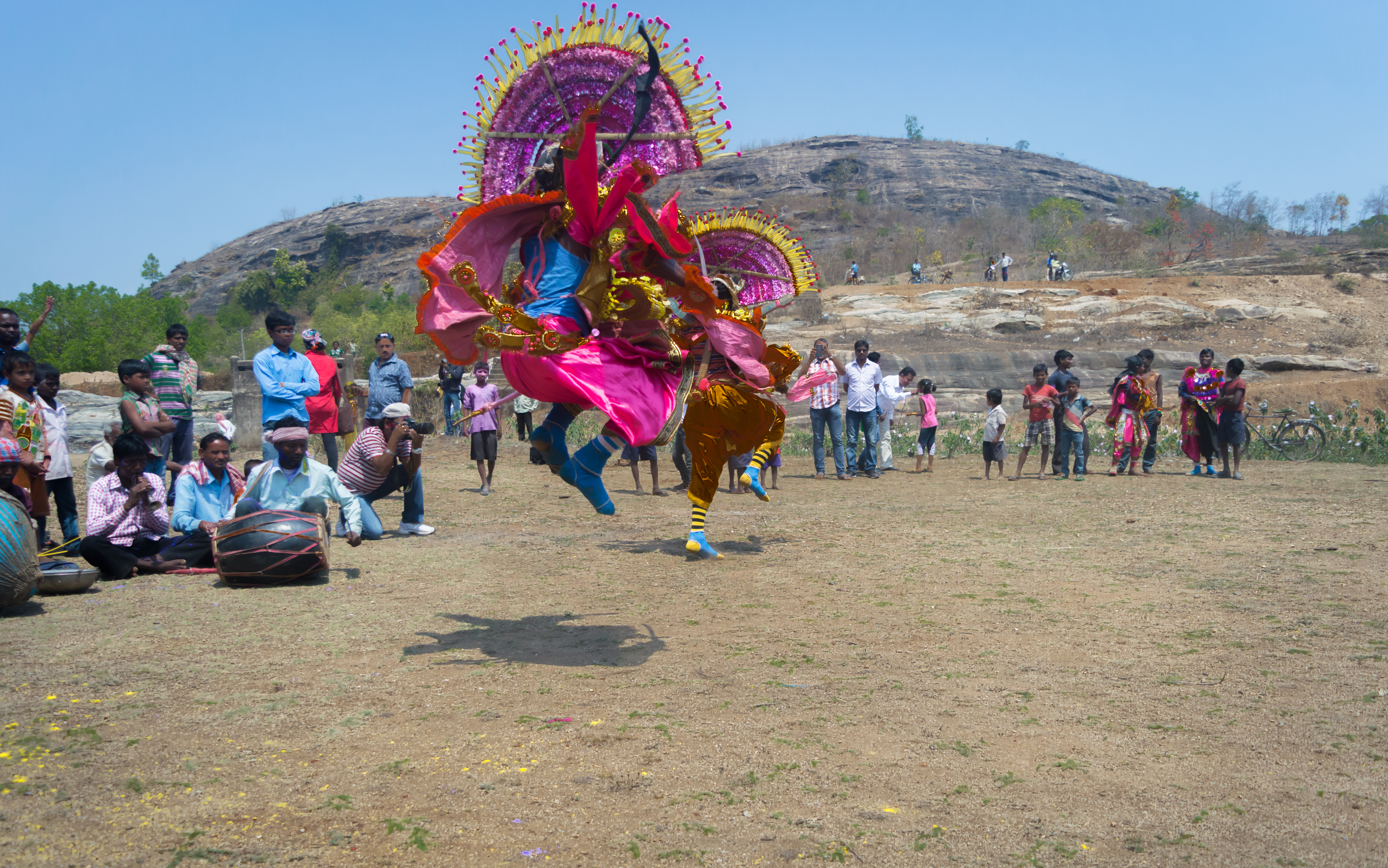
Danza Chhau, tipica dell'Orissa.